# Zasavica (Bosanski Šamac, BiH)
Zasavica je naseljeno mjesto u sastavu općine Bosanski Šamac u Republici Srpskoj u Bosni i Hercegovini.

## Zemljopis
Kroz selo protječe rijeka Bosna.

## Stanovništvo
| Zasavica           |               |               |               |
| godina popisa      | 1991.         | 1981.         | 1971.         |
| Hrvati             | 524 (93,90 %) | 506 (93,01 %) | 512 (97,52 %) |
| Srbi               | 6 (1,07 %)    | 5 (0,91 %)    | 8 (1,52 %)    |
| Muslimani          | 5 (0,89 %)    | 0             | 0             |
| Jugoslaveni        | 18 (3,22 %)   | 22 (4,04 %)   | 3 (0,57 %)    |
| ostali i nepoznato | 5 (0,89 %)    | 11 (2,02 %)   | 2 (0,38 %)    |
| ukupno             | 558           | 544           | 525           |

## Poznate osobe
- Đuro Zrakić, svećenik i hrvatski književnik

## Šport
- NK Zasavica